# Walter Brandi
Walter Brandi (* 24. Januar 1928 in Pergola, Provinz Pesaro und Urbino, Marken als Walter Bigari; † 28. Mai 1996 in Rom, Latium) war ein italienischer Schauspieler und Filmproduzent.

## Leben
Brandi wurde am 24. Januar 1928 in Pergola geboren. Er begann zu Beginn der 1950er Jahre erste Rollen als Schauspieler darzustellen. Seine ersten Filme waren Messalina im Jahr 1951 und Cose da pazzi sowie Die Fahrten des Odysseus 1954. Er spielte häufig in Filmen mit, in deren Mittelpunkt Vampire standen, so 1960 in Die Geliebte des Vampirs und Das Ungeheuer auf Schloß Bantry sowie 1962 in Die Rache des Vampirs. 1965 spielte er die Rolle des Rick in Scarletto – Schloß des Blutes. Ab Mitte der 1960er Jahre verlegte er seinen Tätigkeitsschwerpunkt auf die Filmproduktion. Er schuf vor allem Exploitationfilme und Erotikfilme überwiegend mit R-Rating. 1969 spielte er in Kommissar X – Drei goldene Schlangen die Rolle des Armand Landru.
Zu Beginn der 1970er Jahre produzierte er die Western Wanted Sabata und Arriva Durango: paga o muori!. Nach einer Rolle 1977 in Casa privata per le SS war er nur noch unter seinem bürgerlichen Namen als Produzent tätig. In seinem Buch über europäische Exploitationfilme bezeichnete Danny Shipka Brandi als „einen der ersten De-facto-Stars des italienischen Horrors / der Exploitation“, während er feststellte, dass er nie so beliebt war wie die britischen Darsteller Christopher Lee, Barbara Steele oder Peter Cushing.
Brandi verstarb am 28. Mai 1996 im Alter von 68 Jahren in Rom.

## Filmografie (Auswahl)

### Schauspiel
- 1951: Messalina
- 1954: Cose da pazzi
- 1954: Die Fahrten des Odysseus (Ulisse)
- 1956: Serenata al vento
- 1956: Retaggio di sangue
- 1957: Il sole tornerà
- 1959: Due selvaggi a corte
- 1959: I mafiosi
- 1960: Die Geliebte des Vampirs (Lʼamante del vampiro)
- 1960: Das Ungeheuer auf Schloß Bantry (Lʼultima preda del vampiro)
- 1961: La grande vallata
- 1962: Die Rache des Vampirs (Il segno del vendicatore)
- 1962: Die tollen Hunde der karibischen See (Lo sparviero dei Caraibi)
- 1962: Le due leggi
- 1963: Zarak, der Rebell (Il pirata del diavolo)
- 1964: Zorikan lo sterminatore
- 1964: Il mostro dellʼopera
- 1964: I tre centurioni
- 1965: 5 tombe per un medium
- 1965: Scarletto – Schloß des Blutes (Il boia scarlatto)
- 1969: Kommissar X – Drei goldene Schlangen
- 1977: Casa privata per le SS

### Produktion
- 1964: Zorikan lo sterminatore
- 1966: A... come assassino
- 1967: Domani non siamo più qui
- 1967: Un colpo da re
- 1968: Nackt unter Affen (Eva, la Venere selvaggia)
- 1970: Formel 1 – In der Hölle des Grand Prix (Formula 1 – Nell'Inferno del Grand Prix)
- 1970: Wanted Sabata
- 1971: Arriva Durango: paga o muori!
- 1974: Eroi all'inferno
- 1986: Bridge to Hell (Un ponte per l'inferno)
- 1987: Kommando Schwarzer Panther (Tempi di guerra)
- 1987: Daemonia (Aenigma)
- 1987: Söldner der Apokalypse (Apocalypse Mercenaries)
- 1988: Combat Attack
- 1989: Die Miami Cops (La vendetta)
- 1989: Jiboa
- 1991: Games of Desire
- 1991: Wilder Dreier (La strana voglia)